# Derecha laica
En el contexto de la política de Estados Unidos, el término derecha laica hace referencia, aunque no exclusivamente, al ala libertaria, socialmente liberal o no religiosa de los movimientos y partidos conservadores. La mayor parte de los conservadores laicos lo son desde el punto de vista fiscal, promoviendo el libre mercado, el laissez-faire y proponen políticas basadas en la defensa del sistema, con un menor control sobre las armas y una política de destrucción del estado de bienestar como la mayor parte de políticos conservadores.
Sin embargo, en temas sociales como el matrimonio entre personas del mismo sexo, la separación Iglesia-Estado, el aborto o la regulación de drogas, un casi total porcentaje de la derecha laica se encuentra, coherentemente, a favor de la desregulación aunque no estén de acuerdo con dichas prácticas.
Heather Mac Donald, quien llama a los miembros de la derecha laica Conservadores escépticos, describe al grupo en el artículo The American Conservative.

Skeptical conservatives—one of the Right’s less celebrated subcultures—are conservatives because of their skepticism, not in spite of it. They ground their ideas in rational thinking and (nonreligious) moral argument. And the conservative movement is crippling itself by leaning too heavily on religion to the exclusion of these temperamentally compatible allies.

Conservative atheists and agnostics support traditional American values. They believe in personal responsibility, self-reliance, and deferred gratification as the bedrock virtues of a prosperous society. They view marriage between a man and a woman as the surest way to raise stable, law-abiding children. They deplore the encroachments of the welfare state on matters best left to private effort.

--Heather Mac Donald, The American Conservative

## Secularright.org
En noviembre de 2008, Mac Donald, Walter Olson, Razib Khan, y John Derbyshire comenzaron el Blog de la Derecha Secular.